# کریستوفر ان‌کونکو
کریستوفر انکوکو (فرانسوی: Christopher Nkunku‎؛ زادهٔ ۱۴ نوامبر ۱۹۹۷) بازیکن فوتبال اهل فرانسه است که در پست هافبک برای باشگاه فوتبال چلسی در لیگ برتر فوتبال انگلستان بازی می‌کند.

## عملکرد باشگاهی
انکوکو اولین بازی حرفه ای خود را در ۸ دسامبر ۲۰۱۵ در لیگ قهرمانان اروپا برابر شاختار دونتسک در پیروزی خانگی ۲–۰ انجام داد و جایگزین لوکاس مورا در دقیقه ۸۷ شد. او اولین گل حرفه ای خود را در یک در پیروزی خانگی ۱–۰ مقابل باستیا در جام حذفی فوتبال فرانسه، در ۷ ژانویه ۲۰۱۷ به ثمر رساند.
در ۱۷ ژوئیه ۲۰۱۹، لایپزیگ از امضای قرارداد ۵ ساله با انکوکو خبر داد.

## عملکرد بین‌المللی
انکوکو در فرانسه متولد شده و از تبار کنگویی است. او بازیکن بین‌المللی جوانان فرانسه است. به دلیل عملکرد چشمگیر انکوکو برای پاری سن ژرمن، درخواست‌هایی برای حضور وی در تیم ملی بزرگسالان وجود داشت.

## افتخارات

### باشگاهی

#### پاری سن ژرمن
- لیگ ۱ :۱۶–۲۰۱۵ ،۱۸–۲۰۱۷ ،۱۹–۲۰۱۸
- جام حذفی فوتبال فرانسه:۱۶–۲۰۱۵ ،۱۷–۲۰۱۶
- جام اتحادیه فوتبال فرانسه:۱۷–۲۰۱۶ ،۱۸–۲۰۱۷
- سوپرجام فوتبال فرانسه:۲۰۱۵٬۲۰۱۶،۲۰۱۷، ۲۰۱۸

#### پاری سن ژرمن بی
- مقام دوم لیگ جوانان یوفا:۱۶–۲۰۱۵

#### چلسی
- لیگ کنفرانس اروپا: ۲۰۲۴–۲۵[۲]
- جام جهانی باشگاه‌ها: ۲۰۲۵[۳]
- جام اتحادیه باشگاه‌های انگلستان نایب قهرمان: ۲۰۲۳–۲۴[۴]